# Zdzisław Kijas
Zdzisław Józef Kijas OFMConv (ur. 18 lutego 1960 w Pewli Ślemieńskiej koło Żywca) – polski prezbiter katolicki, franciszkanin konwentualny, teolog, profesor nauk teologicznych, dziekan Papieskiego Wydziału Teologicznego św. Bonawentury Seraficum w Rzymie, nauczyciel akademicki Wydziału Teologicznego Uniwersytetu Papieskiego Jana Pawła II.

## Życiorys
Święcenia kapłańskie przyjął w 1986 z rąk Jana Pawła II. W 1990 roku uzyskał doktorat z teologii dogmatycznej i nauk religijnych na Uniwersytecie Katolickim w Louvain-La-Neuve, a sześć lat później habilitację. Po habilitacji (1996-97) podjął studia na Uniwersytecie Św. Bonawentury w Nowym Jorku i uzyskał tam stopień Master of Arts z nauk humanistycznych.
Pracował m.in. w zakonnym seminarium w Krakowie, Katolickim Uniwersytecie Lubelskim oraz na Papieskiej Akademii Teologicznej, gdzie w 1997 został m.in. kierownikiem Katedry Ekumenizmu, wicedyrektorem Międzywydziałowego Instytutu Ekumenii i Dialogu oraz wicedziekanem Wydziału Teologicznego. W latach 2000–2004 zasiadał w zarządzie prowincji zakonnej jako asystent. W latach 2005–2010 kierował rzymskim Seraphicum.
28 stycznia 2010 roku został mianowany przez Benedykta XVI relatorem Kongregacji Spraw Kanonizacyjnych.
Był członkiem międzynarodowej komisji powołanej w 2010 przez Benedykta XVI do zbadania objawień w Medziugoriu.